# スルハン・ツィンツァーゼ
スルハン・ツィンツァーゼ（グルジア語: სულხან ცინცაძე、Sulkhan Tsintsadze、1925年8月23日 - 1991年9月15日）は、ジョージア（グルジア）の作曲家。

## 経歴
ソビエト連邦のグルジア共和国ゴリ生まれ。1940年代に当時のグルジア国立弦楽四重奏団のチェロ奏者として、音楽生活のスタートを切った。グルジアの民謡に基づいた弦楽四重奏の小曲集で成功を収め、さらにオペラ、バレエ、交響曲、協奏曲の作品を残した。
ジョージア作曲界の指導者の１人であり、1961年にグルジア共和国人民芸術家の称号を、1987年にはソ連人民芸術家の称号を得た。また1950年にはスターリン賞を、1981年にはショタ・ルスタヴェリ賞を、受賞した。